# Gaspéite
La gaspéite est une espèce minérale de formule : (Ni,Mg,FeII)CO3. Elle forme de rares cristaux de 0,6 mm de long.

## Inventeur et étymologie
Décrite par les minéralogistes Kohls et Rodda en 1966, le nom est inspiré du gisement topotype.

## Topotype
- La péninsule de Gaspé, Lemieux Township, Québec au Canada.
- les échantillons types sont déposés

University of British Columbia, Vancouver, Canada, N°S-75-4222
National Museum of Natural History, Washington D.C., États-Unis, N°119544

## Cristallographie
- Paramètres de la maille conventionnelle : a = 4,621 Å,  c = 14,93 Å, V = 276.10 ; Z = 6
- Densité calculée = 3,90

- La gaspéite forme une série avec la magnésite.
- La gaspéite fait partie du groupe de la calcite.

### Groupe de la calcite
Le groupe de la calcite est composé de minéraux de formule générale ACO3, où «A» peut être un ou plusieurs ions métalliques (+2) tout particulièrement le calcium, le cobalt, le fer, le magnésium, le zinc, le cadmium, le manganèse et / ou de nickel. La symétrie des membres de ce groupe est trigonale.
- Calcite (CaCO3)
- Gaspéite  ({Ni, Mg, Fe}CO3)
- Magnésite (MgCO3)
- Otavite (CdCO3)
- Rhodochrosite (MnCO3)
- Sidérite (FeCO3)
- Smithsonite (ZnCO3)
- Sphérocobaltite (CoCO3)

## Gîtologie
- Minéral peu commun des veines de minerais nickélifères des roches métamorphiques siliceuses (Canada)
- comme produit d'altération des météorites nickélifères (Afrique-du-Sud).

### Minéraux associés
- annabergite, dolomite, magnésite, millérite, nickéline, gersdorffite, polydymite, heazlewoodite, spinelles,  (Gaspe Peninsula, Canada)
- antigorite, chrysotile, magnésite, magnétite, millérite, pécoraïte, polydymite, sidérite  (Otway prospect, Ouest de l'Australie)
- glaukosphaerite, mcguinnessite, jamborite (Shinshiro, Japon)
- bunsénite, liebenbergite, millérite, nickel-ludwigite, nimite, trévorite, violarite (Bon Accord, Afrique-du-Sud).

## Gisements
- Afrique du Sud (Limpopo)
- Allemagne (Hesse)
- Australie

132 North Mine, Widgiemooltha, Western Australia.
- Bosnie-Herzégovine (Vares)
- Canada

La péninsule de Gaspé, Lemieux Township, Québec Topotype.
- Grèce (Attika)
- Italie

San Benedetto Mine, Iglesias, Province de Carbonia-Iglesias, Sardaigne.
- Zimbabwe (Midlands)

## Utilisations
Utilisée comme pierre ornementale.